# Thorpe Waterville Castle
Thorpe Waterville Castle är ett slott i Storbritannien.   Det ligger i grevskapet Northamptonshire och riksdelen England, i den sydöstra delen av landet, 100 km norr om huvudstaden London. Thorpe Waterville Castle ligger 31 meter över havet.
Terrängen runt Thorpe Waterville Castle är huvudsakligen platt. Thorpe Waterville Castle ligger nere i en dal. Runt Thorpe Waterville Castle är det ganska tätbefolkat, med 179 invånare per kvadratkilometer. Närmaste större samhälle är Kettering, 15,6 km väster om Thorpe Waterville Castle. Trakten runt Thorpe Waterville Castle består till största delen av jordbruksmark.